# Schutzstaffel
Schutzstaffel, w skrócie: SS (runami ᛋᛋ, niem. Die Schutzstaffel der NSDAP, pol. „oddział ochronny NSDAP”) – paramilitarna i początkowo elitarna niemiecka formacja nazistowska, podległa Narodowosocjalistycznej Niemieckiej Partii Robotników (NSDAP), w 1946 zdelegalizowana i uznana za organizację zbrodniczą.

## Historia

### Organizacja

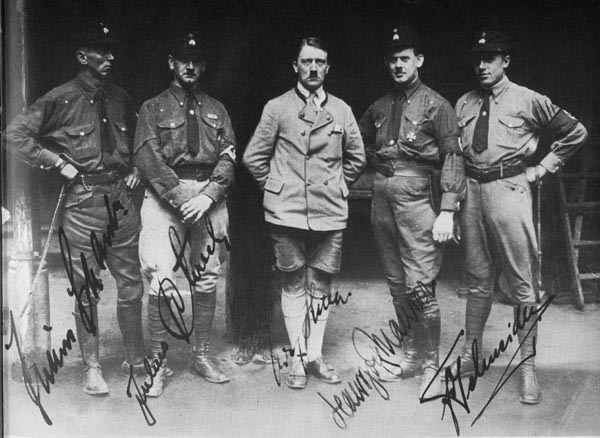
Adolf Hitler ze swoimi ochroniarzami, drugi od lewej Julius Schreck

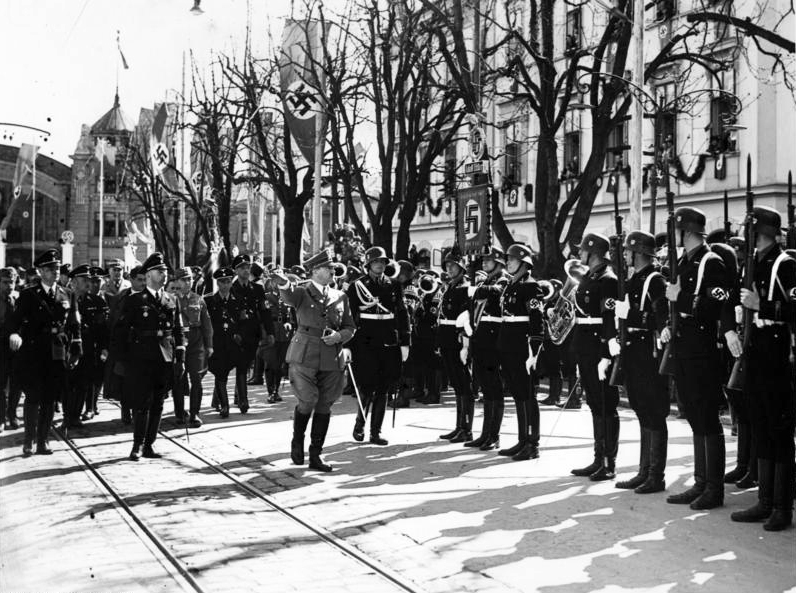
Adolf Hitler dokonuje przeglądu pułku Leibstandarte SS po przybyciu do Klagenfurtu w kwietniu 1938

W 1923 roku powstał Stosstrupp Adolf Hitler – oddział mający chronić Adolfa Hitlera przed ewentualnymi atakami ze strony mało zdyscyplinowanych oddziałów SA. 1 kwietnia 1925 roku Julius Schreck otrzymał od Hitlera polecenie utworzenia nowej jednostki, która miała przejąć ochronę sal (niem. Saalschutz), w których odbywały się spotkania NSDAP. Powstała ona 4 kwietnia 1925 roku z byłych członków jednostki Stoßtrupp Adolf Hitler. Wkrótce zaczęły powstawać podobne jednostki w całych Niemczech, ale nosiły początkowo różne nazwy (np. Schutzkommando czy Sturmstaffel). Dopiero 9 listopada 1925 roku ustalono jednolitą nazwę dla wszystkich tych oddziałów jako Schutzstaffel, czyli eskadra ochronna. Nazwę tę zaproponował ówczesny szef SA – Hermann Göring na uroczystościach poświęconych Manfredowi von Richthofenowi. Szefem SS (jako Oberleiter, czyli nadkierownik) został Julius Schreck. W 1926 roku ustąpił ze stanowiska (pozostał osobistym ochroniarzem i kierowcą Hitlera). Jego następcą został Joseph Berchtold, potem Erhard Heiden, którzy jednak nie potrafili dać sobie rady z ograniczaniem roli SS przez SA. 6 stycznia 1929 roku Hitler zwolnił Heidena z funkcji szefa SS, a na jego miejsce mianował jego dotychczasowego zastępcę – Heinricha Himmlera.
Himmler przejął formację liczącą 290 ludzi, lecz do końca 1929 r. zwiększył liczebność SS do tysiąca, a rok później liczyła już niemal trzy tysiące członków. Przezwyciężając obiekcje przywództwa brunatnych koszul, w 1930 r. przekonał Hitlera, aby całkowicie uniezależnił SS, nadał jej nowe mundury, czarne w miejsce brunatnych, oraz nową, rygorystycznie hierarchiczną quasi-wojskową strukturę. Himmler ściągnął do SS byłych oficerów armii, takich jak Erich von dem Bach-Zelewski, oraz weteranów Wolnych Korpusów, jak Friedrich Karl, baron von Eberstein. Zadania SS opisał Adolf Hitler w swoim rozkazie z roku 1930 następująco: „Zadaniem SS jest przede wszystkim służba policyjna wewnątrz partii”. Od 1930 roku symbolem SS stały się dwie podobne do błyskawic runy. Początkowo SS podlegało dowództwu SA, które dbało o to, aby SS za bardzo nie urosło w siłę. Służył temu m.in. rozkaz określający maksymalną liczebność SS na 10% stanu osobowego SA na danym terenie. Poza tym oddział SS nie mógł liczyć więcej niż 10 ludzi z dowódcą.
W 1934 oddziały SS odegrały zasadniczą rolę w rozprawieniu się z opozycją wewnątrzpartyjną w trakcie tzw. nocy długich noży, podczas której wymordowano przywódców SA (także powołanej przez Hitlera), m.in. Ernsta Röhma. W wyniku tego ich rola jako zbrojnego ramienia partii niewymiernie wzrosła. W 1936 utworzono zmilitaryzowane jednostki dyspozycyjne SS (SS-Totenkopfverbände i SS-Verfügungstruppe), które w latach 1941–1943 zostały przekształcone w Waffen-SS. Oddziały SS stanowiły również załogi obozów koncentracyjnych. Do końca wojny SS stało się najpotężniejszą organizacją w III Rzeszy, służącą jej jako narzędzie terroru. Jej członkami byli najbardziej fanatyczni zwolennicy nazizmu, chociaż od 1942 roku tworzono również oddziały składające się m.in. z Rosjan, Ukraińców, Łotyszy, których motywacje były inne niż Niemców (przede wszystkim nienawiść do bolszewizmu oraz chęć uniknięcia śmierci w obozach jenieckich). W czasie wojny oddziały SS wykazały się wyjątkową brutalnością, szczególnie gdy były rzucane do walk z partyzantami.
Chociaż oddziały SS brały udział w walkach już od kampanii w Polsce, nie były traktowane z szacunkiem przez dowództwo Wehrmachtu, które uznawało SS za formację zbytnio faworyzowaną i zindoktrynowaną. Z czasem wyszkolenie oraz uzbrojenie jednostek SS polepszało się. Jednostki powiększano do formacji dywizji grenadierów pancernych, a później niektóre przekształcano w dywizje pancerne (pierwsza dywizja pancerna SS powstała w 1943 roku pod nazwą 1. SS-Panzer-Division Leibstandarte-SS Adolf Hitler). Pod koniec wojny większość niemieckich formacji pancernych stanowiły jednostki Waffen-SS.
Jednostki SS są powszechnie uznawane za elitarne, jednak formacje były zróżnicowane – od doskonale wyposażonych dywizji pancernych, do oddziałów złożonych z kryminalistów (brygada pod dowództwem oberführera Oskara Dirlewangera – kryminalisty skazanego za gwałt na nieletniej, która składała się w większości z degeneratów niemających nic do stracenia – doskonała do mordowania bezbronnej ludności cywilnej, posiadała jednak nikłą wartość bojową w zetknięciu z oddziałami militarnymi przeciwnika) i renegatów sowieckich (np. Brygada Kamińskiego, który został powieszony przez Niemców za kradzieże i samowolę).
W 1946 Międzynarodowy Trybunał Wojskowy w Norymberdze uznał SS za organizację zbrodniczą (z wyjątkiem SS-Reiterei). W 1961 rząd Republiki Federalnej Niemiec przyznał wszystkim członkom SS emerytury (włączając w to również osoby skazane).

### Kandydat

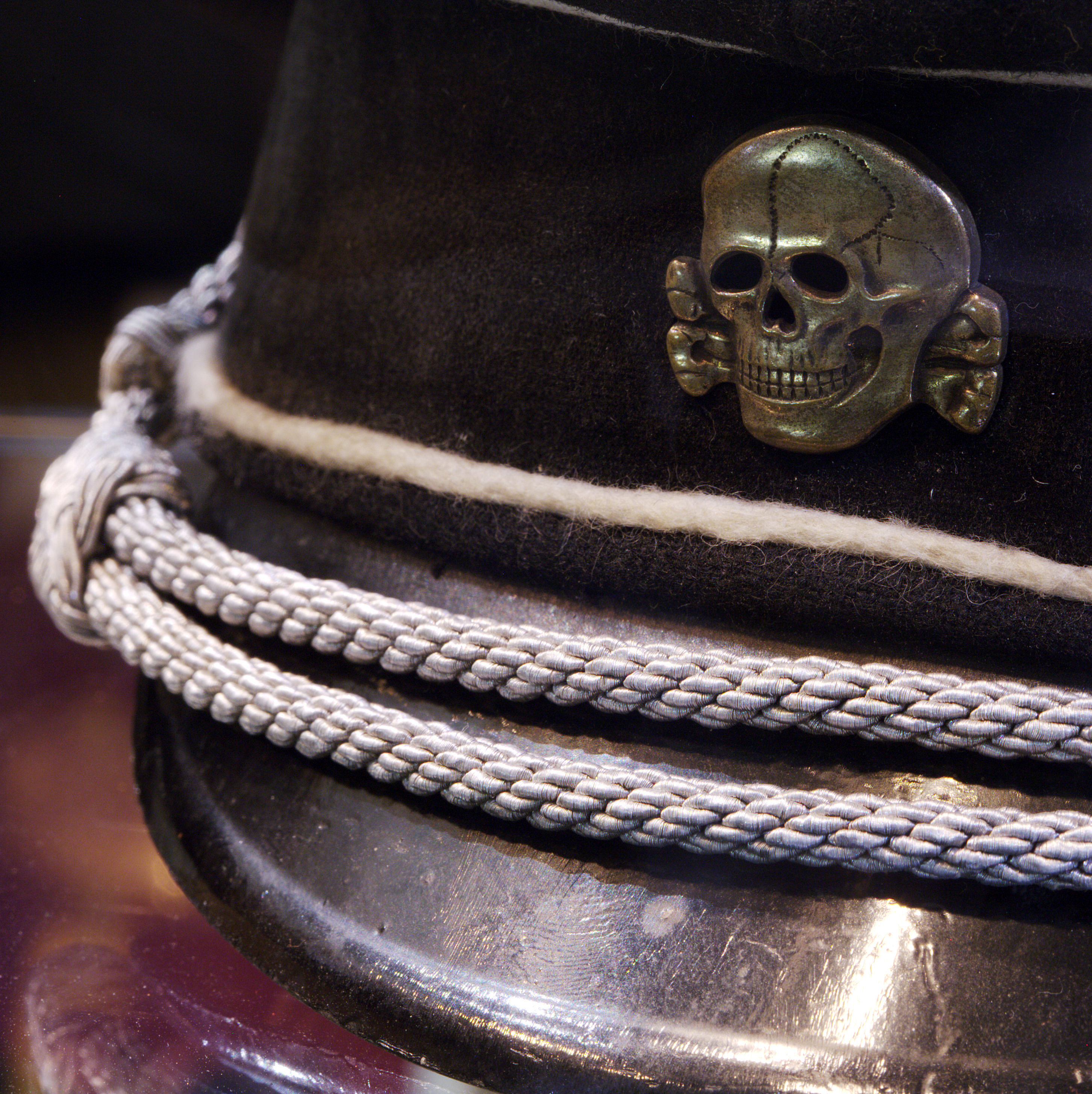
Służbowa czapka z symbolem SS – Totenkopf

Kandydaci na członków SS byli starannie badani i kontrolowani. Pytano ich nawet o poglądy polityczne ich rodziców i rodzeństwa oraz o drzewo genealogiczne zawierające dane od 1750. Informacje o ich dziedziczności zawierały świadectwa wydawane przez biuro Komisji do Spraw Rasowych. Przyszli oficerowie SS musieli mieć minimum 174 cm wzrostu, oraz sprawdzony nordycki rodowód. System oceny antropologicznej kandydatów zawarty w 9 punktach opracował prof. Bruno Kurt Schulze. Przyjmowano tylko tych, którzy uzyskali jedną z pierwszych 4 kategorii. Wymogi rasowe spełniła nieznana liczba ochotników pochodzenia słoweńskiego, którzy nie stworzyli legionu narodowego i służyli bezpośrednio w różnych jednostkach SS.
Badania rasowo-genealogiczne członków SS i kandydatów do SS prowadził Sippenamt, i nie ograniczały się one tylko do oceny zdrowia kandydata. Ustalano cechy dziedziczne zdrowia rodu, a wyniki umieszczano w specjalnych książkach rodowych (Sippenbuch). Książki rodowe służyły do wykrycia i zachowania najlepszych właściwości rasowych, pomnażanych drogą eugeniczną.
Projekt Heinricha Himmlera zalecał zawieranie małżeństw przez członków SS z tzw. wzorcowymi żonami. Kandydatka na żonę w wyglądzie zewnętrznym powinna posiadać cechy nordyckie, oraz zdać egzamin z zakresu historii, języków obcych, jazdy konnej, pływania i strzelania z broni palnej. Ponadto powinna posiadać prawo jazdy i wzorowo prowadzić gospodarstwo domowe oraz gotować. Projektowano, że małżeństwo bezdzietne będzie rozwiązywane przez państwo po upływie pięciu lat. Mimo restrykcji i zaleceń spośród 106 304 członków SS ubiegających się o certyfikat pozwalający na zawarcie małżeństwa w latach 1932–1940, odrzucono jedynie 958, pomimo faktu, że wszystkie wymagania spełniło tylko 7518 kandydatów. Kilkuset mężczyzn wydalonych z SS za naruszenie zasad dotyczących ożenku później przywrócono do służby.
Konsekwencją szkolenia kandydatów miało być pozbawienie ich cech ludzkich. Podczas indoktrynacji wpajano im, że Rosjanie oraz inne narody Europy Wschodniej to podludzie.

### Struktura

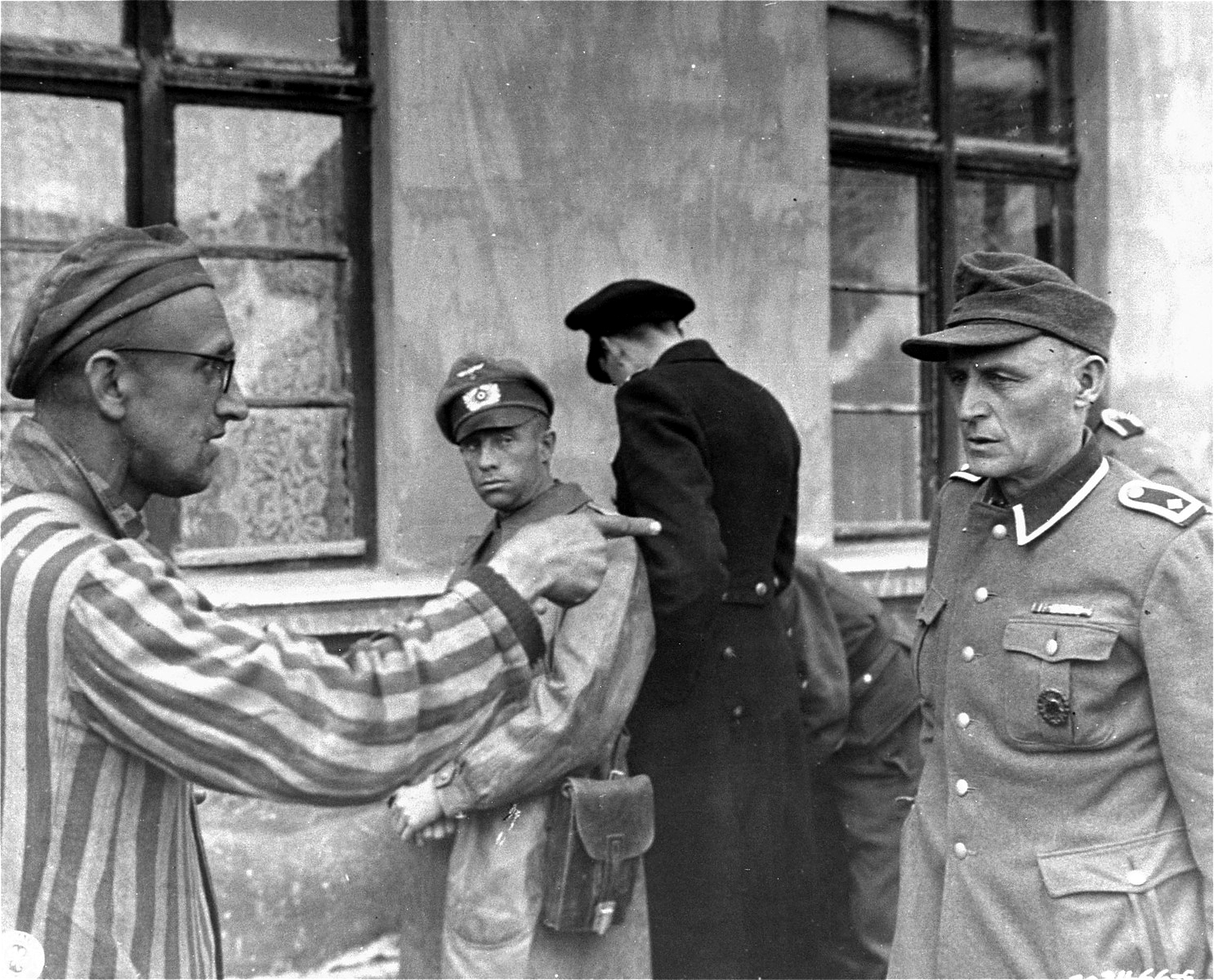
Ocalony więzień Buchenwaldu wskazuje strażnika obozowego, SS-mana odpowiedzialnego za torturowanie więźniów

Heinrich Himmler stworzył rozbudowaną hierarchię korpusu oficerskiego SS, każdy stopień miał swój tytuł – Obergruppenführer, Standartenführer, itd. – oraz własne symbole statusu w formie insygniów na, przypominających wojskowe, mundurach noszonych przez wszystkich funkcjonariuszy. Na tych przeprojektowanych mundurach znalazła się nie tylko pierwotna odznaka organizacji, srebrna czaszka, ale również pseudo-runiczny zapis liter „SS” w kształcie przypominającym podwójną błyskawicę.
Od powołania w 1940 r. Waffen-SS struktura organizacyjna SS podzieliła się na dwie zupełnie różne od siebie części:
- ogólną SS (Allgemeine SS) – stanowiła rodzaj rezerw osobowych SS (każdy członek SS musiał mieć numer Allgemaine SS, ale nie każdy członek Allgemaine SS był funkcjonariuszem rozbudowanych struktur SS).
- wojskową SS (Waffen-SS)

W 1944 r. cała aktywność organizacji wewnątrz i na zewnątrz Niemiec kierowana była przez 12 głównych urzędów SS:
- Hauptamt Persönlicher Stab Reichsführer-SS (Główny Sztab Personalny Reichsführera SS)
- SS-Hauptamt (Główny Urząd (administracja) SS)
- SS-Führungshauptamt (Główny Urząd Dowodzenia i Administracji Allgemeine-SS i Waffen-SS)
- Hauptamt SS-Gericht (Główny Sąd SS)
- SS-Rasse und Siedlungshauptamt, RuSHA (Główny Urząd Rasy i Osadnictwa SS)
- SS-Personalhauptamt (Główny Urząd Personalny SS)
- Reichssicherheitshauptamt – RSHA (Główny Urząd Bezpieczeństwa Rzeszy), a w nim:
  - Departament I – personalny (Bruno Streckenbach)
  - Departament II – administracja i prawo (Werner Best, później płk. dr Hans Nockenmann)
  - Departament III – Sicherheitsdienst (SD) – służba bezpieczeństwa (Otto Ohlendorf)
  - Departament IV – tajna policja państwowa (Gestapo) (Heinrich Müller)
  - Departament V – policja kryminalna (Kripo) (Arthur Nebe)
  - Departament VI – wywiad zagraniczny SD (Heinz Jost, później Walter Schellenberg)
  - Departament VII – ideologiczny (Franz Alfred Six)

Tzw. Einsatzgruppen również były podporządkowane RSHA.
- Hauptamt Ordnungspolizei (Główny Urząd Policji Porządkowej)
- Wirtschafts- und Verwaltungshauptamt (WVHA) (Główny Urząd Gospodarczo-Administracyjny), a w nim:
  - Urząd A – Administracja Oddziałów SS (Amtsgruppe A – Truppenverwaltung): zajmował się administracją oddziałów Waffen-SS
  - Urząd B – Gospodarka Oddziałów SS (Amtsgruppe B – Truppenwirtschaft): zajmował się gospodarką formacji SS
  - Urząd C – Zagadnienia Budowlane (Amtsgruppe C – Bauwesen): zajmował się budownictwem
  - Urząd D – Obozy Koncentracyjne (Amtsgruppe D – Konzentrationslager) (włączony do WVHA w marcu 1942): której podlegały obozy koncentracyjne (kierował nim SS-Gruppenführer Richard Glücks), zarządzane przez Inspektorat Obozów Koncentracyjnych (Inspektion der Konzentrationslager).
  - Urząd W – Przedsięwzięcia Gospodarcze (Amtsgruppe W – Wirtschaftliche Unternehmungen): tzw. „Amstgruppe W”, nadzorująca przedsiębiorstwa, będące własnością SS.
- Hauptamt Dienststelle Heissmeyer (Główny Urząd Szkolenia SS)
- Hauptamt Volksdeutsche Mittelstelle, VOMI (pol. Główny Urząd ds. Niemców Etnicznych) – zarządzał tzw. piątą kolumną
- Reichskommissariat für die Festigung des deutschen Volkstums (pol. Komisariat Rzeszy ds. Umacniania Niemczyzny)

Z powyższej struktury wynika, że za eksterminację więźniów w obozach koncentracyjnych odpowiadały głównie dwa urzędy SS-RSHA i WVHA. Pierwszy dostarczał więźniów do obozów a drugi administrował obozami oraz pracą więźniów. Odpowiedzialni za to zostali (nie wszyscy i nie wszyscy adekwatnie do winy) osądzeni w procesach norymberskich.
Członkowie SS składali przysięgę na wierność Hitlerowi. Dewizą SS było „Meine Ehre heißt Treue!”, czyli „Mój honor to wierność!”.
Walter Schellenberg w swoich wspomnieniach opisuje, iż SS zostało zorganizowane na wzór zasad jezuitów:

Organizacja SS została zbudowana przez Himmlera na tych samych zasadach, co zakon jezuitów. Reguły zakonu, dotyczące ćwiczeń duchowych, spisane przez Ignacego Loyolę, stanowiły wzór, który Himmler usiłował starannie naśladować. Bezwzględne posłuszeństwo było prawem najwyższym. Każdy rozkaz musiał być wykonany bez sprzeciwu. (s. 38)